# پووسکینگا
پووسکینگا (به لهستانی:  Płoskinia) یک روستا در لهستان است که در گمینا پووسکینگا واقع شده‌است. پووسکینگا ۴۶۰ نفر جمعیت دارد.